# Joeropsis vibicaria
Joeropsis vibicaria is een pissebed uit de familie Joeropsididae. De wetenschappelijke naam van de soort is voor het eerst geldig gepubliceerd in 1965 door Barnard.